# Ginnastica artistica al IX Festival olimpico estivo della gioventù europea
Le competizioni di ginnastica al IX Festival olimpico estivo della gioventù europea si sono svolte dal 21 al 29 luglio 2007 a Belgrado, in Serbia

## Risultati

### Ragazze
| Evento                 | Oro                 | Argento             | Bronzo             |
| Concorso a squadre     | Ucraina             | Paesi Bassi         | Romania            |
| Concorso individuale   | Valentyna Holenkova | Cerasela Patrascu   | Andreea Acatrinei  |
| Volteggio              | Cerasela Patrascu   | Ekaterina Kurbatova | Youna Dufournet    |
| Parallele asimmetriche | Valentyna Holenkova | Youna Dufournet     | Joeline Möbius     |
| Trave                  | Valentyna Holenkova | Elisabetta Preziosa | Cerasela Patrascu  |
| Corpo libero           | Joeline Möbius      | Valentyna Holenkova | Ana Maria Izurieta |